# Thành phố thuộc tỉnh (Việt Nam)
Thành phố thuộc tỉnh là một loại hình đơn vị hành chính cấp hai từng tồn tại tại Việt Nam, tương đương với quận, huyện, thị xã và thành phố thuộc thành phố trực thuộc trung ương (gọi chung là cấp huyện). Cấp hành chính này đã bị bãi bỏ vào ngày 1 tháng 7 năm 2025.
 Thành phố thuộc tỉnh

 Thành phố thuộc thành phố trực thuộc trung ương
Thành phố thuộc tỉnh là một đô thị lớn về kinh tế, văn hóa và kết nối giao thông của một tỉnh; nó còn là trung tâm hành chính, nơi đặt trụ sở các cơ quan nhà nước của tỉnh đó nếu nó là tỉnh lị. Một số thành phố thuộc tỉnh còn được chỉ định làm trung tâm kinh tế và văn hóa của cả một vùng (liên tỉnh).

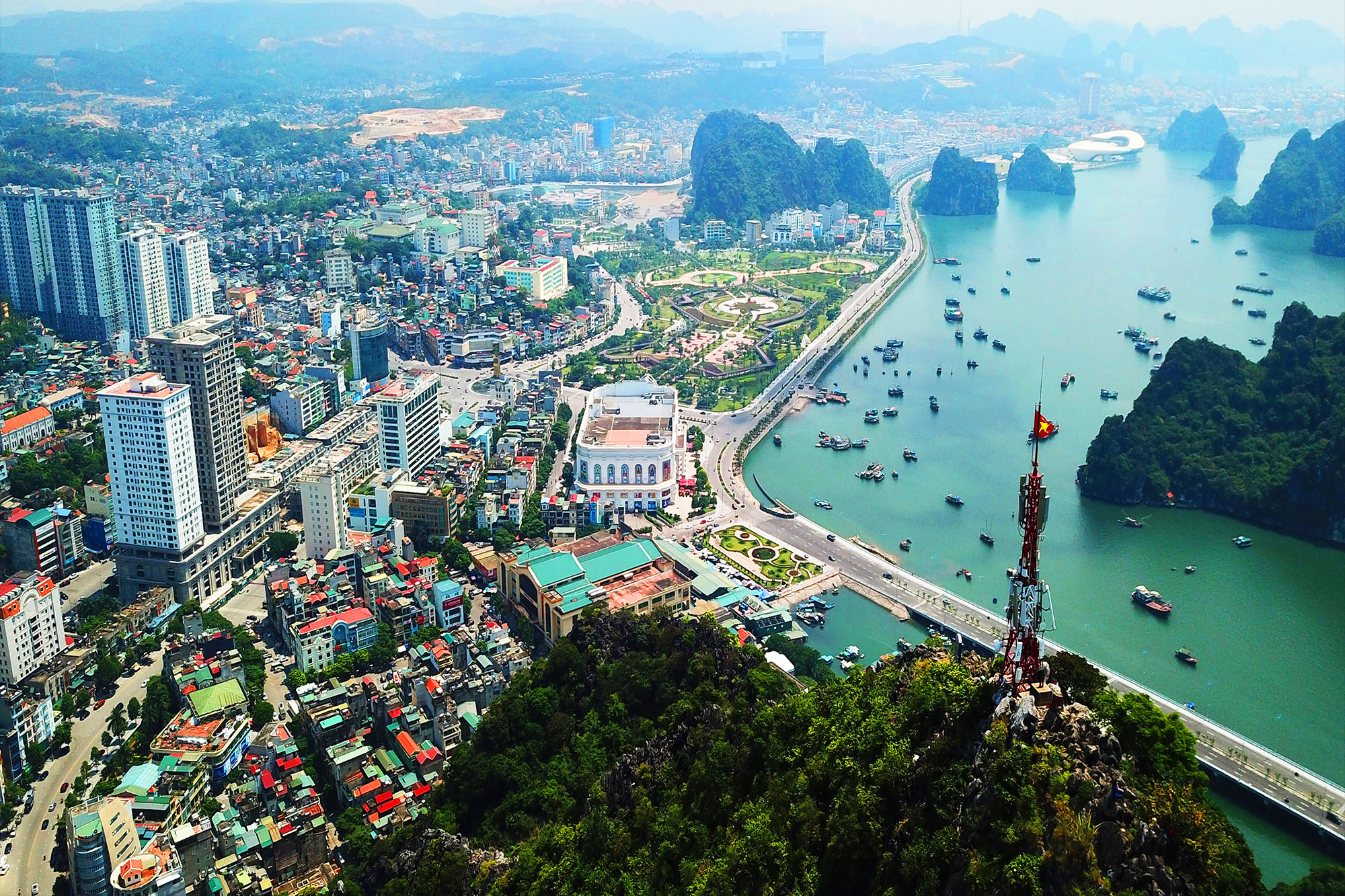
Thành phố Hạ Long thuộc tỉnh Quảng Ninh

Một thành phố thuộc tỉnh được chia thành nhiều phường (phần nội thành) và xã (phần ngoại thành). Do đó, về loại hình, thành phố thuộc tỉnh là một đô thị và dân cư tại đó được xếp là dân thành thị, nhưng vẫn có thể còn một phần dân sống bằng nông nghiệp ở các xã ngoại thành.

## Quy định trong luật pháp

### Cấp hành chính
- Trong Hiến pháp 2013, Chương IX: Chính quyền địa phương[1], Khoản 1 Điều 110 có viết:

1. Các đơn vị hành chính của nước Cộng hòa xã hội chủ nghĩa Việt Nam được phân định như sau:
Nước chia thành tỉnh, thành phố trực thuộc trung ương;
Tỉnh chia thành huyện, thị xã và thành phố thuộc tỉnh; thành phố trực thuộc trung ương chia thành quận, huyện, thị xã và đơn vị hành chính tương đương;
Huyện chia thành xã, thị trấn; thị xã và thành phố thuộc tỉnh chia thành phường và xã; quận chia thành phường.
Đơn vị hành chính - kinh tế đặc biệt do Quốc hội thành lập.

- Trong Luật Tổ chức chính quyền địa phương 2015[2] (sửa đổi, bổ sung 2019[3]), quy định tại Điều 2: Đơn vị hành chính, Chương I: Những quy định chung:

Các đơn vị hành chính của nước Cộng hòa xã hội chủ nghĩa Việt Nam gồm có:
1. Tỉnh, thành phố trực thuộc trung ương (sau đây gọi chung là cấp tỉnh);
2. Huyện, quận, thị xã, thành phố thuộc tỉnh, thành phố thuộc thành phố trực thuộc trung ương (sau đây gọi chung là cấp huyện);
3. Xã, phường, thị trấn (sau đây gọi chung là cấp xã);
4. Đơn vị hành chính - kinh tế đặc biệt.

Như vậy, thành phố thuộc tỉnh nằm ở cấp hành chính thứ hai trong 3 cấp hành chính (cấp tỉnh, cấp huyện, cấp xã) của Việt Nam.
Tuy nhiên, so với các quận, huyện, thị xã, thì thành phố thuộc tỉnh thường lớn hơn và có vị thế quan trọng hơn. Vai trò này được ghi rõ trong Nghị định số 15/2007/NĐ-CP của Chính phủ: "Thành phố thuộc tỉnh có vị trí là trung tâm chính trị, kinh tế - xã hội hoặc là trung tâm kinh tế, văn hoá, xã hội, khoa học kỹ thuật, du lịch, dịch vụ, đầu mối giao thông của tỉnh và giao lưu trong nước, quốc tế; có vai trò thúc đẩy sự phát triển kinh tế - xã hội liên huyện, liên tỉnh và vùng lãnh thổ" (Điều 5). Cũng theo nghị định này thì thành phố thuộc tỉnh là đơn vị hành chính cấp huyện loại I trong tổng số các loại.

### Tiêu chuẩn của đơn vị hành chính
Theo Nghị quyết số 1211/2016/UBTVQH13 của Ủy ban Thường vụ Quốc hội ban hành năm 2016, tại Điều 5, Mục 2: Tiêu chuẩn của đơn vị hành chính đô thị, Chương I: Tiêu chuẩn của đơn vị hành chính thì một thành phố thuộc tỉnh cần phải đáp ứng các tiêu chuẩn như sau:

Điều 5. Tiêu chuẩn của thành phố thuộc tỉnh, thành phố thuộc thành phố trực thuộc trung ương
1. Quy mô dân số từ 150.000 người trở lên.
2. Diện tích tự nhiên từ 150 km² trở lên.
3. Đơn vị hành chính trực thuộc:
a) Số đơn vị hành chính cấp xã trực thuộc có từ 10 đơn vị trở lên;
b) Tỷ lệ số phường trên tổng số đơn vị hành chính cấp xã từ 65% trở lên.
4. Đã được công nhận là đô thị loại I hoặc loại II hoặc loại III; hoặc khu vực dự kiến thành lập thành phố thuộc tỉnh, thành phố thuộc thành phố trực thuộc trung ương đã được phân loại đạt tiêu chí của đô thị loại I hoặc loại II hoặc loại III.
5. Cơ cấu và trình độ phát triển kinh tế - xã hội đạt quy định tại Phụ lục 1 ban hành kèm theo Nghị quyết này.

## Danh sách thành phố thuộc tỉnh trước khi giải thể
| Thành phố                  | Tỉnh                               | Diện tích (km²') | Dân số         | Mật độ dân số | Hành chính | Hành chính | Loại đô thị | Hình ảnh |
| Thành phố                  | Tỉnh                               | Diện tích (km²') | Dân số         | Mật độ dân số | Phường     | Xã         | Loại đô thị | Hình ảnh |
| -------------------------- | ---------------------------------- | ---------------- | -------------- | ------------- | ---------- | ---------- | ----------- | -------- |
| Bà Rịa 2012                | Bà Rịa – Vũng Tàu Đông Nam Bộ      | 91,46            | 122.045        | 1.334         | 7 phường   | 3 xã       | II 2014     |          |
| Bạc Liêu 2010              | Bạc Liêu Đồng bằng sông Cửu Long   | 213,8            | 158.264        | 740           | 7 phường   | 3 xã       | II 2014     |          |
| Bảo Lộc 2010               | Lâm Đồng Tây Nguyên                | 232,56           | 162.599        | 699           | 6 phường   | 5 xã       | III 2009    |          |
| Bắc Giang 2005             | Bắc Giang Đông Bắc Bộ              | 258,30           | 371.151        | 1.436         | 21 phường  | 10 xã      | II 2024     |          |
| Bắc Kạn 2015               | Bắc Kạn Đông Bắc Bộ                | 137              | 45.036         | 329           | 6 phường   | 2 xã       | III 2012    |          |
| Bắc Ninh 2006              | Bắc Ninh Đồng bằng sông Hồng       | 82,64            | 270.426        | 3.272         | 17 phường  | 0 xã       | I 2017      |          |
| Bến Cát 2024               | Bình Dương Đông Nam Bộ             | 234,35           | 355.663        | 1.518         | 7 phường   | 1 xã       | III 2018    |          |
| Bến Tre 2009               | Bến Tre Đồng bằng sông Cửu Long    | 70,60            | 147.560        | 2.090         | 6 phường   | 6 xã       | II 2019     |          |
| Biên Hòa 1976              | Đồng Nai Đông Nam Bộ               | 263,62           | 1.272.235      | 4.826         | 24 phường  | 1 xã       | I 2015      |          |
| Buôn Ma Thuột 1995         | Đắk Lắk Tây Nguyên                 | 377,18           | 434.256        | 1.151         | 11 phường  | 8 xã       | I 2010      |          |
| Cam Ranh 2010              | Khánh Hòa Duyên hải Nam Trung Bộ   | 316              | 138.510        | 438           | 9 phường   | 6 xã       | III 2009    |          |
| Cao Bằng 2012              | Cao Bằng Đông Bắc Bộ               | 107,12           | 73.549         | 687           | 8 phường   | 3 xã       | III 2010    |          |
| Cao Lãnh 2007              | Đồng Tháp Đồng bằng sông Cửu Long  | 107              | 213.945        | 1.999         | 7 phường   | 6 xã       | II 2020     |          |
| Cà Mau 1999                | Cà Mau Đồng bằng sông Cửu Long     | 249,23           | 226.372        | 908           | 9 phường   | 7 xã       | II 2010     |          |
| Cẩm Phả 2012               | Quảng Ninh Đông Bắc Bộ             | 386,5            | 190.232        | 492           | 13 phường  | 2 xã       | II 2015     |          |
| Châu Đốc 2013              | An Giang Đồng bằng sông Cửu Long   | 105,23           | 101.765        | 967           | 5 phường   | 2 xã       | II 2015     |          |
| Chí Linh 2019              | Hải Dương Đồng bằng sông Hồng      | 282,91           | 220.421        | 779           | 14 phường  | 5 xã       | III 2015    |          |
| Dĩ An 2020                 | Bình Dương Đông Nam Bộ             | 60,05            | 463.023        | 7.711         | 7 phường   | 0 xã       | II 2023     |          |
| Đà Lạt 1893                | Lâm Đồng Tây Nguyên                | 391,69           | 240.092        | 613           | 12 phường  | 4 xã       | I 2009      |          |
| Điện Biên Phủ 2003         | Điện Biên Tây Bắc Bộ               | 306,58           | 84.672         | 276           | 7 phường   | 5 xã       | III 2003    |          |
| Đông Hà 2009               | Quảng Trị Bắc Trung Bộ             | 73,08            | 164.228        | 2.247         | 9 phường   | 0 xã       | II 2024     |          |
| Đông Triều 2024            | Quảng Ninh Đông Bắc Bộ             | 395,95           | 248.896        | 628           | 13 phường  | 6 xã       | III 2020    |          |
| Đồng Hới 2004              | Quảng Bình Bắc Trung Bộ            | 155,87           | 136.078        | 873           | 9 phường   | 6 xã       | II 2014     |          |
| Đồng Xoài 2018             | Bình Phước Đông Nam Bộ             | 169,05           | 150.052 (2018) | 887           | 6 phường   | 2 xã       | III 2014    |          |
| Gia Nghĩa 2019             | Đắk Nông Tây Nguyên                | 284,11           | 68.215         | 240           | 6 phường   | 2 xã       | III 2015    |          |
| Gò Công 2024               | Tiền Giang Đồng bằng sông Cửu Long | 101,69           | 151.937        | 1.494         | 7 phường   | 3 xã       | III 2017    |          |
| Hải Dương 1997             | Hải Dương Đồng bằng sông Hồng      | 111,64           | 299.638        | 2.684         | 18 phường  | 6 xã       | I 2019      |          |
| Hà Giang 2010              | Hà Giang Đông Bắc Bộ               | 133,46           | 58.408         | 438           | 5 phường   | 3 xã       | III 2009    |          |
| Hà Tiên 2018               | Kiên Giang Đồng bằng sông Cửu Long | 107,92           | 59.744         | 554           | 5 phường   | 2 xã       | III 2012    |          |
| Hà Tĩnh 2007               | Hà Tĩnh Bắc Trung Bộ               | 56,54            | 108.097        | 1.912         | 12 phường  | 15 xã      | II 2019     |          |
| Hạ Long 1993               | Quảng Ninh Đông Bắc Bộ             | 1.119,12         | 322.710        | 288           | 20 phường  | 12 xã      | I 2013      |          |
| Hoa Lư 2025                | Ninh Bình Đồng bằng sông Hồng      | 150,24           | 322.728        | 2.839         | 12 phường  | 8 xã       | I 2024      |          |
| Hòa Bình 2006              | Hòa Bình Tây Bắc Bộ                | 348,65           | 135.718        | 389           | 12 phường  | 7 xã       | II 2025     |          |
| Hội An 2008                | Quảng Nam Duyên hải Nam Trung Bộ   | 61,48            | 98.599         | 1.604         | 9 phường   | 4 xã       | III 2006    |          |
| Hồng Ngự 2020              | Đồng Tháp Đồng bằng sông Cửu Long  | 121,84           | 100.610        | 826           | 5 phường   | 2 xã       | III 2018    |          |
| Hưng Yên 2009              | Hưng Yên Đồng bằng sông Hồng       | 73,89            | 118.646        | 1.606         | 6 phường   | 9 xã       | III 2007    |          |
| Kon Tum 2009               | Kon Tum Tây Nguyên                 | 432,98           | 205.762        | 389           | 10 phường  | 11 xã      | II 2023     |          |
| Lai Châu 2013              | Lai Châu Tây Bắc Bộ                | 92,37            | 42.973         | 465           | 5 phường   | 2 xã       | III 2013    |          |
| Lào Cai 2004               | Lào Cai Tây Bắc Bộ                 | 282,13           | 130.671        | 463           | 10 phường  | 7 xã       | II 2014     |          |
| Lạng Sơn 2002              | Lạng Sơn Đông Bắc Bộ               | 77,94            | 106.879        | 1.371         | 5 phường   | 3 xã       | II 2019     |          |
| Long Khánh 2019            | Đồng Nai Đông Nam Bộ               | 191,75           | 171.276        | 893           | 9 phường   | 4 xã       | III 2015    |          |
| Long Xuyên 1999            | An Giang Đồng bằng sông Cửu Long   | 115,36           | 286.140        | 2.480         | 10 phường  | 2 xã       | I 2020      |          |
| Móng Cái 2008              | Quảng Ninh Đông Bắc Bộ             | 519,58           | 108.553        | 209           | 7 phường   | 9 xã       | II 2018     |          |
| Mỹ Tho 1967                | Tiền Giang Đồng bằng sông Cửu Long | 81,54            | 237.109        | 2.908         | 8 phường   | 6 xã       | I 2016      |          |
| Nam Định 1921              | Nam Định Đồng bằng sông Hồng       | 120,9            | 364.181        | 3.012         | 14 phường  | 7 xã       | II 2024     |          |
| Ngã Bảy 2020               | Hậu Giang Đồng bằng sông Cửu Long  | 78,07            | 107.542        | 1.378         | 4 phường   | 2 xã       | III 2015    |          |
| Nha Trang 1977             | Khánh Hòa Duyên hải Nam Trung Bộ   | 251              | 422.601        | 1.684         | 14 phường  | 8 xã       | I 2009      |          |
| Phan Rang – Tháp Chàm 2007 | Ninh Thuận Duyên hải Nam Trung Bộ  | 79,19            | 167.394        | 2.114         | 12 phường  | 1 xã       | II 2015     |          |
| Phan Thiết 1999            | Bình Thuận Duyên hải Nam Trung Bộ  | 210,90           | 228.536        | 1.084         | 11 phường  | 4 xã       | II 2009     |          |
| Phổ Yên 2022               | Thái Nguyên Đông Bắc Bộ            | 258,42           | 231.363        | 895           | 13 phường  | 5 xã       | III 2019    |          |
| Phú Mỹ 2025                | Bà Rịa – Vũng Tàu Đông Nam Bộ      | 333,02           | 287.055        | 861           | 7 phường   | 3 xã       | III 2020    |          |
| Phú Quốc 2020              | Kiên Giang Đồng bằng sông Cửu Long | 590,27           | 177.560        | 301           | 2 phường   | 7 xã       | I 2025      |          |
| Phúc Yên 2018              | Vĩnh Phúc Đồng bằng sông Hồng      | 120,13           | 155.575        | 1.295         | 7 phường   | 2 xã       | III 2013    |          |
| Phủ Lý 2008                | Hà Nam Đồng bằng sông Hồng         | 87,64            | 224.212        | 2.558         | 10 phường  | 4 xã       | II 2018     |          |
| Pleiku 1999                | Gia Lai Tây Nguyên                 | 260,77           | 274.018        | 1.051         | 14 phường  | 7 xã       | I 2020      |          |
| Quảng Ngãi 2005            | Quảng Ngãi Duyên hải Nam Trung Bộ  | 160,15           | 278.496        | 1.739         | 9 phường   | 13 xã      | II 2015     |          |
| Quy Nhơn 1986              | Bình Định Duyên hải Nam Trung Bộ   | 286              | 481.110        | 1.682         | 12 phường  | 5 xã       | I 2010      |          |
| Rạch Giá 2005              | Kiên Giang Đồng bằng sông Cửu Long | 105,86           | 259.860        | 2.455         | 10 phường  | 1 xã       | I 2025      |          |
| Sa Đéc 2013                | Đồng Tháp Đồng bằng sông Cửu Long  | 59,81            | 106.198        | 1.776         | 6 phường   | 3 xã       | II 2018     |          |
| Sầm Sơn 2017               | Thanh Hóa Bắc Trung Bộ             | 44,94            | 129.801        | 2.888         | 8 phường   | 2 xã       | III 2017    |          |
| Sóc Trăng 2007             | Sóc Trăng Đồng bằng sông Cửu Long  | 76,15            | 229.056        | 3.008         | 9 phường   | 0 xã       | II 2022     |          |
| Sông Công 2015             | Thái Nguyên Đông Bắc Bộ            | 97,31            | 128.357        | 1.319         | 7 phường   | 3 xã       | II 2024     |          |
| Sơn La 2008                | Sơn La Tây Bắc Bộ                  | 323,51           | 106.052        | 328           | 7 phường   | 5 xã       | II 2019     |          |
| Tam Điệp 2015              | Ninh Bình Đồng bằng sông Hồng      | 104,98           | 63.827         | 608           | 6 phường   | 3 xã       | III 2012    |          |
| Tam Kỳ 2006                | Quảng Nam Duyên hải Nam Trung Bộ   | 100,26           | 122.374        | 1.221         | 8 phường   | 4 xã       | II 2016     |          |
| Tân An 2009                | Long An Đồng bằng sông Cửu Long    | 81,94            | 207.120        | 2.528         | 8 phường   | 5 xã       | II 2019     |          |
| Tân Uyên 2023              | Bình Dương Đông Nam Bộ             | 191,76           | 466.053        | 2.430         | 10 phường  | 2 xã       | III 2018    |          |
| Tây Ninh 2013              | Tây Ninh Đông Nam Bộ               | 139,92           | 259.610        | 1.855         | 7 phường   | 3 xã       | II 2025     |          |
| Thanh Hóa 1994             | Thanh Hóa Bắc Trung Bộ             | 228,22           | 615.106        | 2.695         | 33 phường  | 14 xã      | I 2014      |          |
| Thái Bình 2004             | Thái Bình Đồng bằng sông Hồng      | 67,71            | 206.037        | 3.043         | 10 phường  | 9 xã       | II 2013     |          |
| Thái Nguyên 1962           | Thái Nguyên Đông Bắc Bộ            | 222,93           | 340.403        | 1.527         | 21 phường  | 11 xã      | I 2010      |          |
| Thủ Dầu Một 2012           | Bình Dương Đông Nam Bộ             | 118,91           | 336.705        | 2.832         | 14 phường  | 0 xã       | I 2017      |          |
| Thuận An 2020              | Bình Dương Đông Nam Bộ             | 83,71            | 618.984        | 7.394         | 9 phường   | 1 xã       | III 2017    |          |
| Trà Vinh 2010              | Trà Vinh Đồng bằng sông Cửu Long   | 67,94            | 112.738        | 1.659         | 7 phường   | 1 xã       | II 2016     |          |
| Tuyên Quang 2010           | Tuyên Quang Đông Bắc Bộ            | 184,38           | 232.230        | 1.260         | 10 phường  | 5 xã       | II 2021     |          |
| Tuy Hòa 2005               | Phú Yên Duyên hải Nam Trung Bộ     | 106,82           | 155.921        | 1.460         | 9 phường   | 3 xã       | II 2013     |          |
| Từ Sơn 2021                | Bắc Ninh Đồng bằng sông Hồng       | 61,08            | 202.874        | 3.321         | 12 phường  | 0 xã       | III 2018    |          |
| Uông Bí 2011               | Quảng Ninh Đông Bắc Bộ             | 256,30           | 120.982        | 472           | 9 phường   | 1 xã       | II 2013     |          |
| Việt Trì 1962              | Phú Thọ Đông Bắc Bộ                | 111,75           | 315.850        | 2.826         | 11 phường  | 9 xã       | I 2012      |          |
| Vinh 1963                  | Nghệ An Bắc Trung Bộ               | 105,00           | 339.114        | 3.230         | 24 phường  | 9 xã       | I 2008      |          |
| Vị Thanh 2010              | Hậu Giang Đồng bằng sông Cửu Long  | 118,86           | 72.908         | 613           | 5 phường   | 4 xã       | II 2019     |          |
| Vĩnh Long 2009             | Vĩnh Long Đồng bằng sông Cửu Long  | 47,82            | 217.120        | 4.540         | 10 phường  | 0 xã       | II 2020     |          |
| Vĩnh Yên 2006              | Vĩnh Phúc Đồng bằng sông Hồng      | 50,80            | 150.928        | 2.971         | 8 phường   | 1 xã       | II 2014     |          |
| Vũng Tàu 1991              | Bà Rịa – Vũng Tàu Đông Nam Bộ      | 141,10           | 526.077        | 3.728         | 16 phường  | 1 xã       | I 2013      |          |
| Yên Bái 2002               | Yên Bái Tây Bắc Bộ                 | 106,83           | 147.172        | 1.378         | 8 phường   | 6 xã       | II 2023     |          |

## Thống kê
Đến ngày 1 tháng 3 năm 2025, Việt Nam có 85 thành phố thuộc tỉnh. Trong đó:
- 57 thành phố là tỉnh lỵ
- 28 thành phố không phải là tỉnh lỵ
- 2 tỉnh có 5 thành phố trực thuộc: 
  - Bình Dương: Thủ Dầu Một, Dĩ An, Thuận An, Tân Uyên, Bến Cát (từ năm 2024)
  - Quảng Ninh: Hạ Long, Móng Cái, Uông Bí, Cẩm Phả, Đông Triều (từ năm 2024)
- 4 tỉnh có 3 thành phố trực thuộc:
  - Đồng Tháp: Cao Lãnh,  Sa Đéc, Hồng Ngự  (từ năm 2020)
  - Kiên Giang: Rạch Giá, Hà Tiên, Phú Quốc  (từ năm 2020)
  - Thái Nguyên: Thái Nguyên, Sông Công, Phổ Yên  (từ năm 2022)
  - Bà Rịa – Vũng Tàu: Bà Rịa, Vũng Tàu, Phú Mỹ   (từ năm 2025)
- 12 tỉnh có 2 thành phố trực thuộc:
  - Quảng Nam: Tam Kỳ, Hội An  (từ năm 2008)
  - Khánh Hòa: Nha Trang, Cam Ranh  (từ năm 2010)
  - Lâm Đồng: Đà Lạt, Bảo Lộc  (từ năm 2010)
  - An Giang: Long Xuyên, Châu Đốc  (từ năm 2013)
  - Ninh Bình: Hoa Lư, Tam Điệp   (từ năm 2015)
  - Thanh Hóa: Thanh Hóa, Sầm Sơn  (từ năm 2017)
  - Vĩnh Phúc: Vĩnh Yên, Phúc Yên   (từ năm 2018)
  - Hải Dương: Hải Dương, Chí Linh  (từ năm 2019)
  - Đồng Nai: Biên Hòa, Long Khánh  (từ năm 2019)
  - Hậu Giang: Vị Thanh, Ngã Bảy  (từ năm 2020)
  - Bắc Ninh: Bắc Ninh, Từ Sơn (từ năm 2021)
  - Tiền Giang: Mỹ Tho, Gò Công  (từ năm 2024)
- 39 tỉnh còn lại có 1 thành phố trực thuộc.
- Thành phố có diện tích lớn nhất là Hạ Long (Quảng Ninh) với 1.119,36 km².
- Thành phố có diện tích nhỏ nhất là Sầm Sơn (Thanh Hóa) với 44,94 km².
- Thành phố có nhiều đơn vị hành chính cấp xã trực thuộc nhất là Thanh Hóa (Thanh Hóa) với 47 đơn vị hành chính cấp xã (33 phường và 14 xã).
- Thành phố có ít đơn vị hành chính cấp xã trực thuộc nhất là Ngã Bảy (Hậu Giang) với 6 đơn vị hành chính cấp xã (4 phường và 2 xã).
- Thành phố có nhiều xã nhất là Hà Tĩnh (Hà Tĩnh) với 15 xã.
- Có 7 thành phố chỉ có phường, không có xã trực thuộc là: Bắc Ninh (Bắc Ninh), Dĩ An (Bình Dương), Đông Hà (Quảng Trị), Sóc Trăng (Sóc Trăng), Thủ Dầu Một (Bình Dương), Từ Sơn (Bắc Ninh) và Vĩnh Long (Vĩnh Long).
- Thành phố có nhiều phường nhất là Thanh Hóa (Thanh Hóa) với 33 phường.
- Thành phố có ít phường nhất là Phú Quốc (Kiên Giang) với 2 phường và cũng là thành phố đảo duy nhất ở Việt Nam.